# Revolució de l'11 de setembre de 1922

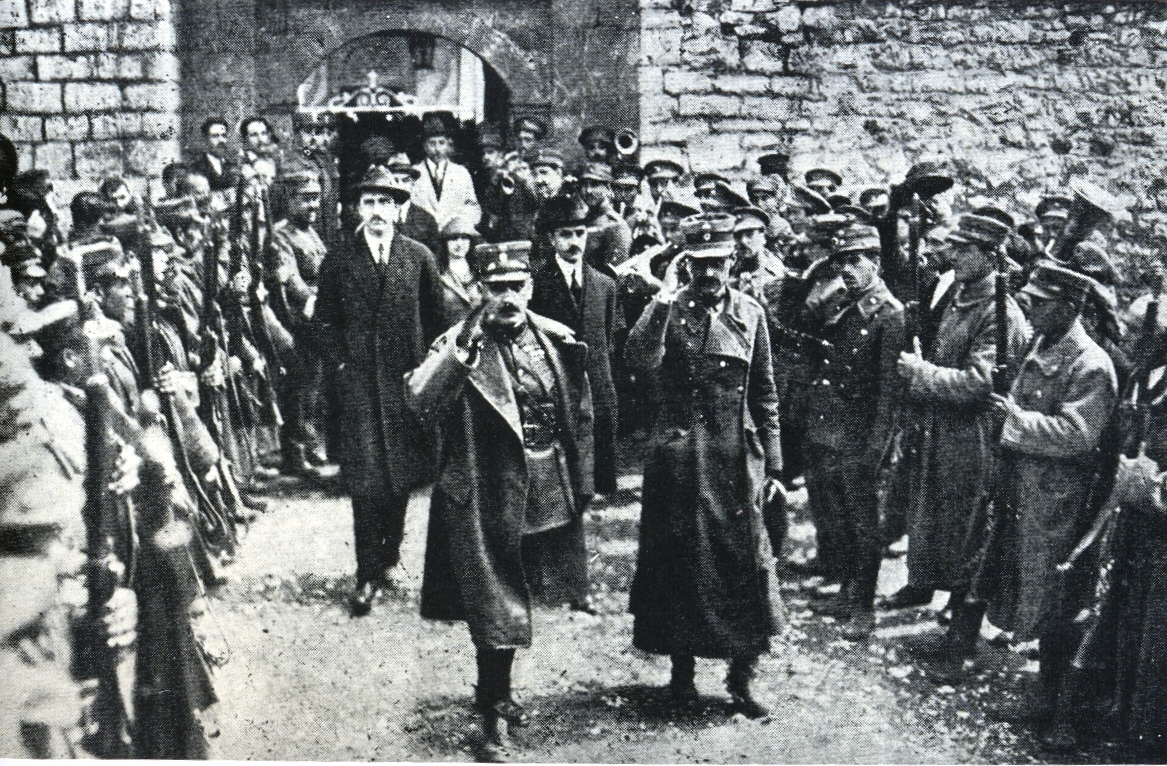
Nikólaos Plastiras, Stylianos Gonatas i Georgios Papandreu, 1922, a Mousounitsa

La Revolució de l'11 de setembre de 1922 (en grec: Επανάσταση της 11ης Σεπτεμβρίου 1922) fou un aixecament armat de l'exèrcit i de la marina grega contra el govern a Atenes. L'exèrcit grec acabava de ser derrotat a la Guerra greco-turca i fou evacuat d'Anatòlia a les illes gregues de l'Egeu oriental. El descontentament entre soldats i oficials de rang mitjà de la conducta del govern reial durant la campanya militar va desencadenar la revolta dirigida per pro-venizelistes i antimonàrquics. El motí es va estendre ràpidament i va prendre el poder a Atenes, obligant el rei Constantí I a abdicar i deixar el país. A partir d'aleshores, Grècia fou governada per un executiu militar fins a principis de 1924, poc abans de l'abolició de la monarquia grega i l'establiment de la Segona República Hel·lènica.
La derrota militar i la destrucció total de les forces gregues a Anatòlia havien alarmat a la gent, empenyent-la a demanar el càstig dels responsables de la derrota. El 28 d'agost, el govern de Petros Protopapadakis va dimitir en bloc en substitució de Nikólaos Triantafil·lakos.
L'11 de setembre es va declarar la revolució, amb la formació d'un Comitè Revolucionari encapçalat pels coronels Nikólaos Plastiras com a representant de l'exèrcit a Quios, el coronel Stylianos Gonatas com a representant de l'exèrcit a Lesbos i el comandant Dimitrios Fokas com a representant de l'Armada. L'endemà, els soldats van abordar les seves naus i es van dirigir a Atenes. Abans de la seva arribada allà, un avió militar escampà un manifest en què demanava la renúncia del rei Constantí I, la dissolució del Parlament, la formació d'un nou govern políticament independent que tindria el suport de les aliances de la Triple Entesa i el reforçament immediat del front de batalla de Tràcia oriental.
El 13 de setembre, les naus amb l'exèrcit grec arribaren a Lavrio i, l'endemà, el rei Constantí va renunciar i va abandonar el país per anar a Itàlia. El seu fill, Jordi II, va ser declarat rei. El 15 de setembre, les tropes de la revolució van entrar a la ciutat d'Atenes i van bloquejar els esforços que Theodoros Pangalos estava fent per prendre avantatge de la situació i prendre el control del govern. Aviat un nou govern es va formar, amb Sotirios Krokidas com a president.